# Olchówka (Litwa)
Olchówka (lit. Alksninė) – kolonia na Litwie, w okręgu wileńskim, w rejonie wileńskim, w gminie Podbrzezie, przy drodze krajowej 172.
Współcześnie w skład miejscowości wchodzi także dawny zaścianek Piłajciszki (lit. Pilaitiškės).

## Historia
W XIX i w początkach XX w. Piłajciszki położone były w Rosji, w guberni wileńskiej, w powiecie wileńskim. Po I wojnie światowej pod administracją polską, w Zarządzie Cywilnym Ziem Wschodnich. W latach 1920–1922 w składzie Litwy Środkowej.
Od 11 kwietnia 1922 zaścianki Olchówka i Piłajciszki leżały w Polsce, w województwie wileńskim, w powiecie wileńsko-trockim, w gminie Podbrzezie. W 1931 miejscowości liczyły:
- Olchówka – 6 mieszkańców, zamieszkałych w 1 budynku,
- Piłajciszki – 26 mieszkańców, zamieszkałych w 2 budynkach[3].

Po II wojnie światowej w granicach Związku Sowieckiego. Od 1991 na niepodległej Litwie.